# Oktáv
Oktáv, případně oktáva (lat. octava nebo dies octavus „osmý den“), je v katolické liturgii týden slavení po velkém svátku, vrcholící posledním dnem. „Osmý“ byl původně tento den počítaný včetně onoho svátku, tedy po uplynutí sedmi dní, ve stejný den v týdnu. Označení se pak přeneslo na celý týden mezi velkým svátkem a jeho oktávem. 
Až do liturgické reformy po Druhém vatikánském koncilu měly oktáv všechny velké svátky. Jejich počet je nyní zredukován na dva: oktáv zůstal Vánocům a Velikonocům.
V oktávu se všechny dny slaví jako svátek, při slavení eucharistie se zpívá Gloria a při denní modlitbě církve se čtením liturgie hodin se zpívá chvalozpěv Te Deum.
Obdobou oktávu ve východní církvi je oslava Velikonoc, která trvá také celý týden (resp. 8 dní). Oslava Vánoc trvá dva týdny, protože je zakončena svátkem Theofanie, kterému v západní tradici odpovídá slavnost Zjevení Páně.